# HMS Hasty (H24)
«Гейсті» (H24) (англ. HMS Hasty (H24) — військовий корабель, ескадрений міноносець типу «H» Королівського військово-морського флоту Великої Британії за часів Другої світової війни.
«Гейсті» був закладений 15 квітня 1935 на верфі компанії William Denny and Brothers, в місті Дамбартон. 11 листопада 1936 увійшов до складу Королівських ВМС Великої Британії.